# Arnaldo Lomuti
Arnaldo Lomuti (Venosa, 14 febbraio 1975) è un politico italiano, dal 13 ottobre 2022 deputato alla Camera per il Movimento 5 Stelle, di cui è dal 14 giugno 2022 coordinatore regionale in Basilicata, dopo essere stato senatore della Repubblica dal 23 marzo 2018 al 12 ottobre 2022.

## Biografia
Nato a Venosa (Potenza) ma residente a Potenza, si è laureato in giurisprudenza e svolge la professione di avvocato penalista e amministrativo.
È stato un attivista del Meetup Amici di Beppe Grillo di Potenza, sulla scia del quale nascerà nel 2009 il Movimento 5 Stelle (M5S) di Beppe Grillo e Gianroberto Casaleggio, a cui aderisce.
Dal 2014 al 2018 è stato un collaboratore del gruppo M5S nel consiglio regionale della Basilicata, occupandosi della comunicazione e della redazione di diverse proposte di legge e atti come interrogazioni, mozioni e accessi agli atti.
Alle elezioni politiche del 2018 viene candidato al Senato della Repubblica, tra le liste del Movimento 5 Stelle nel collegio plurinominale Basilicata - 01, risultando eletto senatore. Nel corso della XVIII legislatura ha fatto parte della 2ª Commissione Giustizia, di cui è stato anche vicepresidente, e delle Commissioni parlamentari d'inchieste sul gioco illegale e disfunzioni del gioco pubblico e sulle attività illecite connesse al ciclo dei rifiuti e su illeciti ambientali ad esse correlati, oltre a ricoprire l'incarico di vice-capogruppo del gruppo parlamentare M5S a Palazzo Madama.
Il 14 giugno 2022 viene nominato, dal presidente del M5S Giuseppe Conte, coordinatore regionale del M5S in Basilicata.
Alle elezioni politiche anticipate del 2022 viene candidato alla Camera dei deputati, tra le liste del Movimento 5 Stelle nel collegio plurinominale Basilicata - 01, venendo eletto deputato. Nella XIX legislatura è segretario della delegazione italiana all'Assemblea parlamentare del Consiglio d'Europa, membro della 3ª Commissione Affari esteri e comunitari (2022-2024) e della 4ª Commissione Difesa (dal 2024).
Ha fatto parte della prima delegazione parlamentare italiana in visita della cattedrale di Odessa in Ucraina, poco dopo il bombardamento del 22 luglio 2023.